# ديفيد بييل
ديفيد بييل (بالإنجليزية: David Beall)‏ هو لاعب كرة قدم أمريكي، ولد في 4 أبريل 1972 في غلينديل في الولايات المتحدة. لعب مع نادي غوادالاخارا.